# 寶島流石蛾
寶島流石蛾（学名：Rhyacophila formosana）为流石蛾科流石蛾屬下的一个种。其种加词“formosana”意为“台湾的”。